# 市川春子
市川 春子（いちかわ はるこ、1980年〈昭和55年〉 - ）は、日本の女性漫画家。千葉県出身、北海道札幌市在住。北海道教育大学美術科卒業。

## 経歴
子供の頃はコンピュータゲームで遊んでばかりだった。漫画は友人から勧められたものを借りることの方が多く、小学生の頃は『ハイスクール!奇面組』や『こいつら100%伝説』などのギャグマンガが好きだった。中学生の頃に萩尾望都の作品を、高校生の頃に『風の谷のナウシカ』や『AKIRA』を読み、衝撃を受ける。大学進学時に北海道に移住。卒業後はデザイン会社に就職してエディトリアルデザイナーをしていた。あるとき、「自分の考えを全部盛り込んだものを、企画・編集・レイアウトと何から何まで自分一人で、力一杯やってみたい」と考え、それが可能なのは漫画ではないかと思い至り、漫画制作を開始する。
2006年、『虫と歌』にてアフタヌーン四季賞2006年夏の四季大賞を受賞し、月刊アフタヌーン誌（講談社）にてデビュー、以降同誌を主な媒体として作品を発表する。『虫と歌』が初めて本格的に描いた漫画であり、これが認められなければ漫画家になることを諦めるつもりでいた。デビュー後は一貫して読み切りなど短編をメインに発表し、それらは単行本に所収されるかたちで2009年と2011年にそれぞれ『虫と歌 市川春子作品集』『25時のバカンス 市川春子作品集II』として上梓された。
2010年には『虫と歌』で第14回手塚治虫文化賞新生賞を受賞した。
2012年、今まで書き溜めていたものの完成まで仕上げたことはなかったプロットやアイデアなどの下書きを原型として自身初となる長編『宝石の国』を連載開始する。『宝石の国』は2017年10月にテレビアニメ化され放映開始された。2025年、『宝石の国』が第45回日本SF大賞を受賞。

## 人物
- 自身の作品の装丁をすべて手掛ける。
- 2014年のインタビューで、漫画を描くうえで「色っぽさ」を大事に、また「妄想がかたちになること」を楽しさに挙げている[4]。
- 同インタビューで、影響を受けた漫画家として高野文子、杉浦日向子を挙げている。美学的なことは澁澤龍彦作品から教わったとも述べている。また、好きな映画として『スターウォーズ』や『ロボコップ』、エドガー・ライト監督作品、注目している漫画家として横山裕一を挙げている[7]。
- イラストレーターのmebae、アニメーターの宇木敦哉とは同じ大学の研究室出身。

## 作品リスト
- 虫と歌（2006年、月刊アフタヌーン、講談社） - アフタヌーン四季賞 2006夏 四季大賞受賞作。同誌付録「四季賞PORTABLE Vol.3 2006夏」に収録。
- 星の恋人（2007年、月刊アフタヌーン） - 2007年12月号に掲載。読み切り。
- ヴァイオライト（2008年、月刊アフタヌーン） - 2008年7月号に掲載。読み切り。
- 日下兄妹（2009年、月刊アフタヌーン） - 2009年12月号に掲載。読み切り。
- パンドラにて（2009年、月刊アフタヌーン） - 2010年1月号に掲載。読み切り。
- 25時のバカンス（2010年、月刊アフタヌーン） - 2010年9月号、10月号に掲載。前後編。
- 月の葬式（2011年、月刊アフタヌーン） - 2011年10月号に掲載。読み切り。
- 三枝先生（2011年、月刊アフタヌーン） - 2011年11月号に掲載。読み切り。
- 宝石の国（2012年 - 2024年、月刊アフタヌーン） - 2012年12月号から2024年6月号まで連載[8]。
- 夏野原    (2015年、「マンガ・北斎・漫画－現代日本マンガから見た『北斎漫画』」展 海外巡回展) - 読み切り。
- 王子のひみつ（2016年、『手塚治虫文化賞20周年記念MOOK』、朝日新聞出版） - 手塚治虫『リボンの騎士』のトリビュート。読み切り。
- TOKYO20202 GOURMET/SPOT/HOTEL（2021年、漫画「もしも東京」展） - 読み切り。フルカラー。『もしも、東京』（小学館）収録。

## 書誌情報

### 単行本
- 『虫と歌 市川春子作品集』 講談社〈アフタヌーンKC〉
  - 2009年11月20日初版発行、ISBN 978-4-06-310617-6
    - 収録作品 - 星の恋人/ヴァイオライト/日下兄妹/虫と歌/ひみつ
    - 装丁も自身で担当している。「ひみつ」は描き下ろしの短編作品。
    - 「日下兄妹」は年刊日本SF傑作選2009年度版「量子回廊」に収録された。
- 『25時のバカンス 市川春子作品集II』 講談社〈アフタヌーンKC〉
  - 2011年9月23日初版発行、ISBN 978-4-06-310780-7
  - 収録作品 - 25時のバカンス/パンドラにて/月の葬式
- 『宝石の国』 講談社〈アフタヌーンKC〉、全13巻（2024年4月25日完結）
  1. 2013年7月23日初版発行、ISBN 978-4-06-387906-3
  2. 2014年1月23日初版発行、ISBN 978-4-06-387950-6
  3. 2014年8月22日初版発行、ISBN 978-4-06-387992-6
  4. 2015年5月22日発行、ISBN 978-4-06-388044-1
    - 『カードゲーム付き 4巻特装版』、ISBN 978-4-06-362299-7

  5. 2015年11月20日初版発行、ISBN 978-4-06-388101-1
  6. 2016年9月23日初版発行、ISBN 978-4-06-388185-1
    - 『エコバッグ付き 6巻限定版』、ISBN 978-4-06-362329-1

  7. 2017年5月23日初版発行、ISBN 978-4-06-388259-9
    - 『ILLUSTRATION BOOK付き 7巻限定版』同日発売、ISBN 978-4-06-362365-9

  8. 2017年11月22日初版発行、ISBN 978-4-06-510363-0
  9. 2018年10月23日初版発行、ISBN 978-4-06-513101-5
    - 『9巻特装版』同日発売、ISBN 978-4-06-513102-2

  10. 2019年8月23日初版発行、ISBN 978-4-06-516738-0
    - 『10巻特装版』同日発売、ISBN 978-4-06-516739-7

  11. 2020年7月20日初版発行、ISBN 978-4-06-520224-1
    - 『11巻特装版』同日発売、ISBN 978-4-06-520223-4

  12. 2022年11月22日初版発行
    - 『12巻特装版』同日発売　　　　　　　　　　　　　　　　　　　　　　　　　　　　　　　　　　　　　　　　　　　　　　　　　　　　　　　　　　　　　　　　　　　　　　　　　　　　　　　　　　　　　　　　　　　　　　　　　　　　　　　　　　　　　　　　　　　　　

  13. 2024年11月21日初版発行
    - 『兄機の詩集付き 13巻特装版』同日発売

- 『三枝先生』講談社〈アフタヌーンKC〉
  - 2022年10月21日初版発行
  - Kindleほか電子版のみ

### 画集
- 『愛の仮晶　市川春子イラストレーションブック』 講談社（2017年11月、ISBN 978-4-06-510646-4）

### 装画
- 西崎憲『蕃東国年代記』 新潮社（2010年12月、ISBN 978-4-10-457202-1）
- 海猫沢めろん『愛についての感じ』　講談社（2011年2月、ISBN 978-4-06-216822-9）
- 壁井ユカコ『サマーサイダー』 文藝春秋（2011年10月、ISBN 978-4-16-380640-2）
- 円城塔『後藤さんのこと』 ハヤカワ文庫JA（2012年3月、ISBN 978-4-15-031062-2）
- 初野晴『わたしのノーマジーン』 ポプラ文庫（2013年6月、ISBN 978-4-59-113496-2）

## その他
- つり球（2012年、アニメ）応援イラスト[9] - その後、第1巻Blu-ray完全生産限定版にポストカードとして同封された[10]。
- 「きみの大事なコート」(著作者 最果タヒ)の挿絵。(2010年6月号発刊) - 『空が分裂する』(著作者最果タヒ、講談社)(2012年10月発行)
- 『世界地図の間』(著作者 横山裕一、イースト・プレス)の推薦帯。(2013年6月7日発行)
- ポケットモンスターシリーズ（ゲーム）
  - ポケットモンスター サン・ムーン（2016年）ポケモンデザイン原案[11] デザインしたポケモンは不明。
  - ポケットモンスター ソード・シールド (2019年）キャラクターデザイン担当（ローズ、オリーヴ）[12]
  - ポケットモンスター スカーレット・バイオレット (2022年）人物デザイン
- 『澁澤龍彦ふたたび』(河出書房新社) にエッセイとイラストを寄稿。(2017年5月18日発行)
- 「理想の墓石を求めて」(随筆) - 『群像』2018年7月号
- 『銀河鉄道の夜』（著作者 宮沢賢治、ポプラ社）のワンシーン表紙デザイン[13]
- 「砂丘律(文庫版)」(解説) - 『砂丘律』(著作者 [千種創一]、筑摩書房) の解説。(2022年11月14日発行)
- 第10回 新千歳空港国際アニメーション映画祭（2023年、映画祭） - メインビジュアル[14]
- 「本棚の可憐な庭」(書評) - 『スピン/spin』第4号（2023年6月27日発行） - 佐藤達夫『画文集 花の絵本』の書評[15]
- 『WIRED』日本版 VOL.50 特集「Next Mid-Century」に書評を寄稿。
- ちくま2024年 1月号〜11月号　-連作表紙絵＜ポラポレプリリン神話＞及び表紙裏。（筑摩書房）